# 竹内海南江
竹内 海南江（たけうち かなえ、1964年12月1日 - ）は、日本のタレント・リポーター。テレビマンユニオン所属。
テレビ番組「日立 世界・ふしぎ発見!」の#ミステリーハンターとして34年の長きに渡り出演した。

## 略歴
群馬県群馬郡榛名町（現・高崎市）生まれ。高崎市立女子高等学校（現・高崎市立高崎経済大学附属高等学校）卒業。
高校在学中に芸能プロダクションの募集に応募し、19歳でモデルとなる。デビューしてから数年間は高崎から電車通勤していた。
テレビデビューは、NHK教育の番組『YOU』の司会で、1985年10月よりレギュラーを務める。
1986年ころから女優としても出演。
- 悪魔が天使の顔で舞い降りる（TBS、1986年2月12日）
- 水曜日の恋人たち（TBS、1986年4月16日）
- ときめき非婚時代（テレビ朝日、1987年10月）

1987年11月よりテレビ番組「日立 世界・ふしぎ発見!」に出演。以後、長期にわたりミステリーハンター（取材リポーター）として同番組に出演することになり、気がつけばライフワークのようになっていた。（#ミステリーハンターで解説)
長年の海外リポーター歴にちなんだテレビ出演も多数（関西テレビ「ザ・トラベルマン2」1988年3月20日など）。
2004年10月に舘川範雄プロデュース『ID-ZERO』で初舞台を踏んだ。
2006年3月24日から衛星テレビ「ミステリチャンネル」のイメージキャラクター。

## ミステリーハンター
TBS系列のテレビ番組「日立 世界・ふしぎ発見!」に「ミステリーハンター」（取材リポーター）として1987年11月から2022年1月まで34年に渡って出演した。「この仕事をやりませんか」とディレクターから声をかけられたことがきっかけでオーディションを受けた。当時はテレビが自宅になかったため、番組の存在を知らなかったという。また、ここまで番組が長続きするとは思っていなかったという。
出演回数は（何年何月現在で？）296回（スペシャルを除くレギュラー回において）と歴代1位であり、出演期間中は約1.4ヶ月に1回のペースで取材・出演をしたことになり、訪れた国は100を超える。

## 他
身長167cm

## 過去の出演番組
- YOU（1985年10月 - 1987年3月、NHK教育）
- タモリ倶楽部（1986年8月15日 - 8月29日、テレビ朝日） 第1回千代田区横断ウルトラクイズ
- アラビア語講座（2003年7〜8月、NHK教育）

## CM
- 日立ビルシステム（技術篇・セキュリティ篇）
- ユニクロ「フリースの季節2006」（2006年10月）
- 日立 デジタル ハイビジョン プラズマ テレビ Wooo「プラズマ録画」篇（2007年）「日立 世界・ふしぎ発見!」放送時間限定
- イオングループ （第1弾タイフェア タイを食べタイ3日間）（2011年）
- イオングループ （第2弾アメリカフェア）（2011年）
- UNIQLO BRATOP 2013（2013年）
- 東京メトロ（Find my Tokyo.「錦糸町 世界とニッポンが、もっとつながって見える街」篇）（2020年）

## 著書
- 『ムーン』(角川書店 1990年 ISBN 4048725807)(角川文庫 1992年 ISBN 4041809010)
- 『冬虫夏草』（幻冬舎 1993年 ISBN  4048727311）（幻冬舎文庫 1997年 ISBN 4877285415）
- 『アフリカの女』（幻冬舎 1994年 ISBN 4877280200）（幻冬舎文庫 1999年 ISBN 4877286942）
- 『竹内海南江のワールドクッキング 中南米編』（ゼスト 1996年 ISBN 4916090292）
- 『竹内海南江のワールドクッキング イタリア編』（ゼスト 1996年 ISBN 4916090284）
- 『うたかたの月』（幻冬舎 1997年 ISBN 4877281983）
- 『グリオの唄』（ブルースインターアクションズ 2002年 ISBN 4860200357）
- 『おしりのしっぽ』（集英社be文庫 2004年 ISBN 4086500825）
- 『お姫さまと山男 旅する私のおかしな恋愛』（集英社be文庫 2006年 ISBN 4086501104）
- 『あっというまに』（集英社be文庫 2016年 ISBN 4584137420）

## 作詞
- 地球（ほし）の上で（1996年4月25日）作曲：宮沢和史 歌：Letit go